# Chế độ quân chủ
Chế độ quân chủ, đôi khi được gọi là chế độ quân quyền, là một thể chế chính quyền trong đó một vị vua đảm nhiệm chức vị nguyên thủ quốc gia cho tới khi qua đời hoặc thoái vị. Tính chính danh và thẩm quyền của vua dao động từ rất hạn chế và tượng trưng (quân chủ lập hiến) đến hoàn toàn chuyên quyền (quân chủ chuyên chế), trải rộng trên các lĩnh vực hành pháp, lập pháp và tư pháp.

## Lịch sử

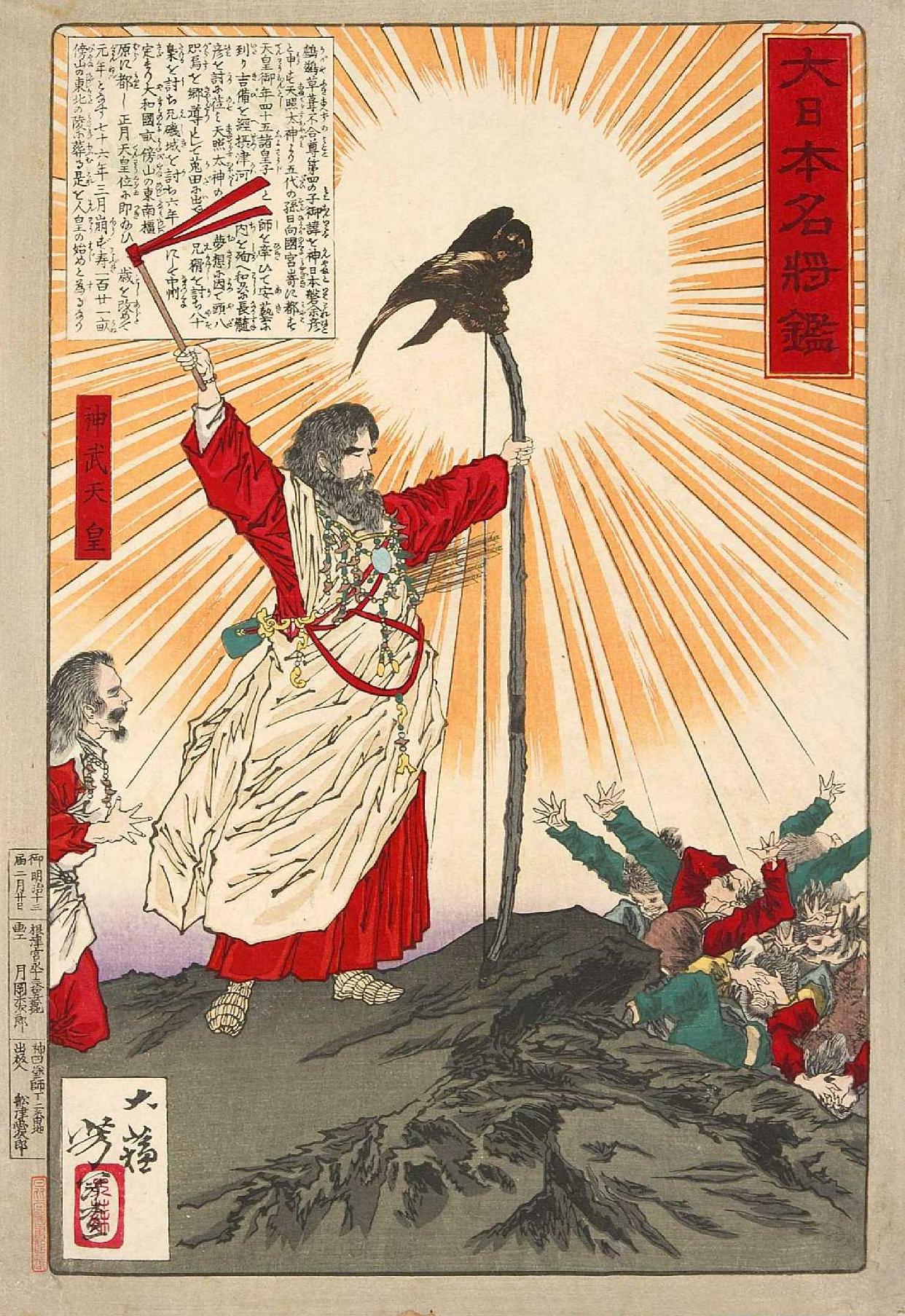
Tranh vẽ Thần vũ Thiên hoàng, Nhật Bản

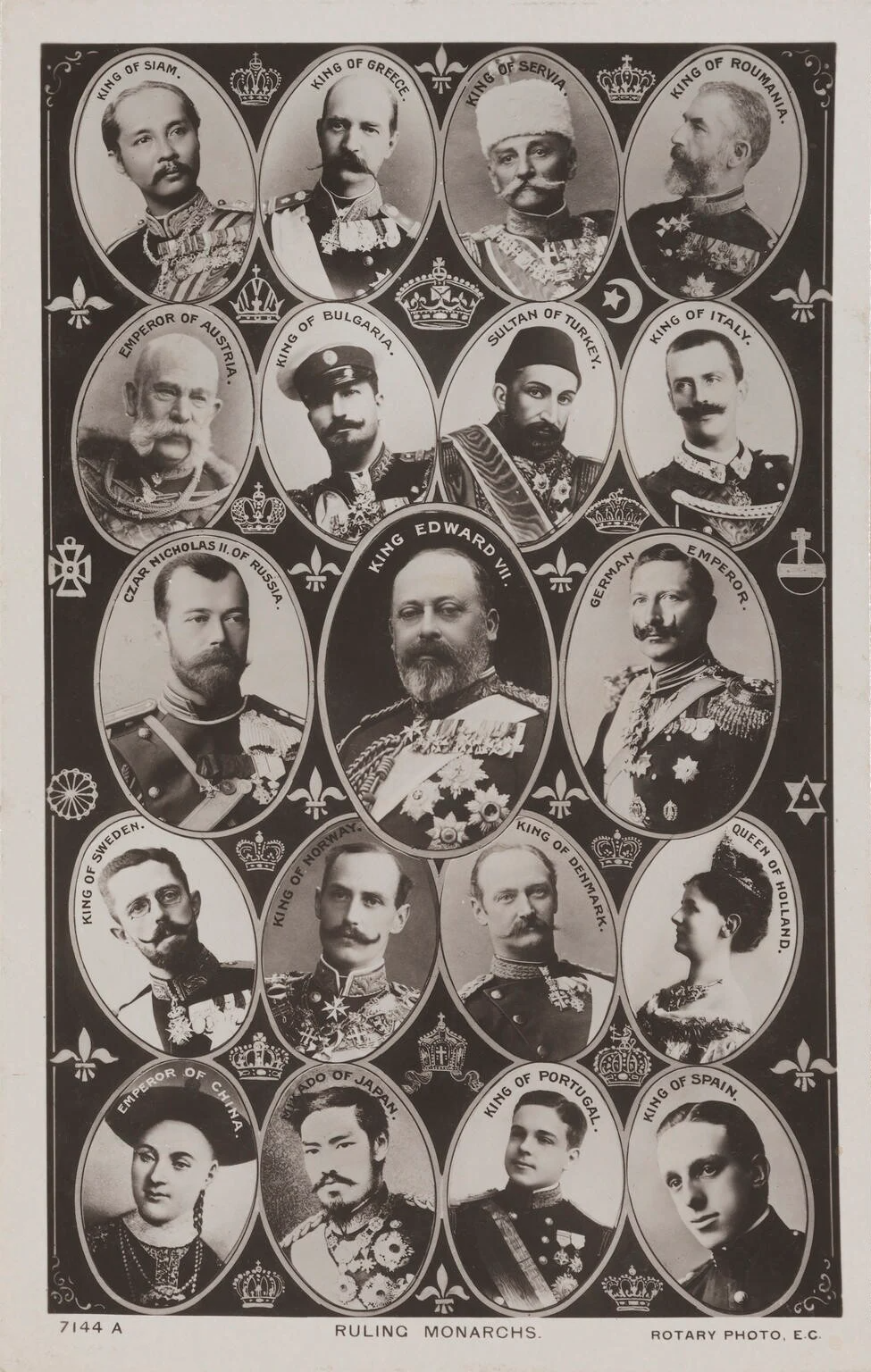
Bưu thiếp năm 1908 vẽ chân dung của các vua và nữ vương trên thế giới

Thể chế xưa kia trong thời quân chủ phần đông là chế độ quân chủ chuyên chế. Theo đó, mọi quyền lực, mọi chi phối các hoạt động trong xã hội gần như tuyệt đối tập trung trong tay nhà vua hay nữ hoàng lãnh đạo, được kế thừa theo nguyên tắc cha truyền con nối. Chế độ quân chủ tuyệt đối thường dùng hình thức phong kiến (hình thức phân phong đất đai) để truyền nối và chiếm hữu đất đai. Tuy nhiên, cũng có những trường hợp ngoại lệ, như vua Nghiêu, vua Thuấn, v.v. những trường hợp thiện nhượng.
Phong kiến phản ánh hình thức truyền nối và chiếm hữu đất đai của chế độ quân chủ thời xưa, trong thời quân chủ chuyên chế (Trung Quốc cổ đại, Đại Việt, Ai Cập cổ đại, Babylon, Ba Tư...), trong đó có thể chia ra 2 hình thức là quân chủ trung ương tập quyền và quân chủ phân quyền cát cứ (với lãnh chúa, chư hầu...). Trong nhiều trường hợp, những thời kỳ quân chủ trước kia cũng được gọi là thời kỳ phong kiến.
Chế độ Quân chủ chuyên chế xuất hiện ở Athena thế kỷ V – VI TCN (thời kỳ Dân chủ Athena), trong đó cơ quan quyền lực nhà nước đều được bầu ra và hoạt động theo nhiệm kỳ. Cách mạng tư sản Anh năm 1652 cũng đem đến nhiều thay đổi. Trong thời hiện tại, thể chế về chế độ quân chủ phổ thông thời nay là chế độ quân chủ lập hiến, cho nên phong kiến chỉ phản ánh một giai đoạn, một thời kỳ hay là một hình thái của chế độ quân chủ.
Thể chế về chế độ quân chủ phổ biến thời nay là chế độ quân chủ lập hiến. Theo đó, mọi quyền lực, mọi chi phối các hoạt động trong xã hội không còn tập trung trong tay vua hay nữ hoàng. Vua hay nữ hoàng chỉ là người lãnh đạo tinh thần, còn mọi quyền lực, mọi chi phối các hoạt động trong xã hội do nghị viện, thủ tướng do người dân bầu ra lãnh đạo.

## Quân chủ trên thế giới
Hiện nay, trên thế giới có 44 quốc gia còn tồn tại hình thức nhà nước quân chủ với 25 vị vua và nữ hoàng, trong đó Quốc vương Anh Charles III là quân chủ của Vương quốc Liên hiệp Anh và Bắc Ireland và đồng thời cũng là quân chủ của 14 quốc gia độc lập khác (tức Khối thịnh vượng chung Anh). Có thể chia ra 2 hình thức là Quân chủ hạn chế và Quân chủ tuyệt đối (Quân chủ tập trung).
|  |

Quân chủ hạn chế
Hầu hết các quốc gia Quân chủ hiện nay đều theo chế độ Quân chủ lập hiến hay Quân chủ đại nghị, Quân chủ Cộng hòa. Vua (hay Nữ hoàng) là nguyên thủ quốc gia nhưng chỉ mang tính tượng trưng hơn là thực quyền. Còn hoạt động lập pháp do nghị viện nắm giữ, hoạt động hành pháp do thủ tướng nắm giữ, và hoạt động tư pháp do tòa án đảm nhiệm (Tam quyền phân lập).
Các quốc gia Vương quốc Khối thịnh vượng chung không có vua hay nữ hoàng riêng, mà xem Vua Anh hay là Nữ vương Anh như quốc vương chung của họ và ở mỗi quốc gia này đều có 1 Toàn quyền thay mặt cho vương quyền từ Anh Quốc.
Tại các công quốc như Luxembourg, Monaco, Andorra, Liechtenstein, người đứng đầu là Đại công tước hay là Hoàng thân, Vương công. Tại Mã Lai Á và Các Tiểu vương quốc Ả Rập Thống nhất còn tồn tại hình thức các tiểu vương.
Hiện nay không chỉ nước Anh mà nhiều quốc gia khác trên thế giới, mặc dù tên gọi là quân chủ nhưng lại được đánh giá là nhà nước dân chủ, ví dụ như nhà nước Tây Ban Nha, Bỉ, Hà Lan, Đan Mạch, Luxembourg, Thụy Điển ở châu Âu hay Nhật Bản ở châu Á.
Quân chủ tập trung
Ngoại trừ vài quốc gia còn theo chế độ quân chủ tuyệt đối, là Oman, Brunei, Ả Rập Xê Út, Eswatini và Qatar, trong số đó, hầu hết là các nền Quân chủ Hồi giáo. Quân chủ tập trung khi nhà vua hay nữ hoàng có quyền hạn lớn với 3 công cụ của pháp luật (lập pháp, hành pháp và tư pháp thay vì tam quyền phân lập).